# Öckerö distrikt
Öckerö distrikt är det enda distriktet i Öckerö kommun som ligger i Västra Götalands län. 
Distriktet ligger på och omkring Öckerö. 

## Tidigare administrativ tillhörighet
Distriktet inrättades 2016 och utgörs av socknen Öckerö i Öckerö kommun
Området motsvarar den omfattning Öckerö församling hade 1999/2000. Distriktets omfattning är identiskt med kommunens bortsett från gränsjusteringar som skett efter 2000